# Педалино
Педалино је насеље у Италији у округу Рагуза, региону Сицилија.
Према процени из 2011. у насељу је живело 2113 становника. Насеље се налази на надморској висини од 236 м.